# Yamina Benguigui

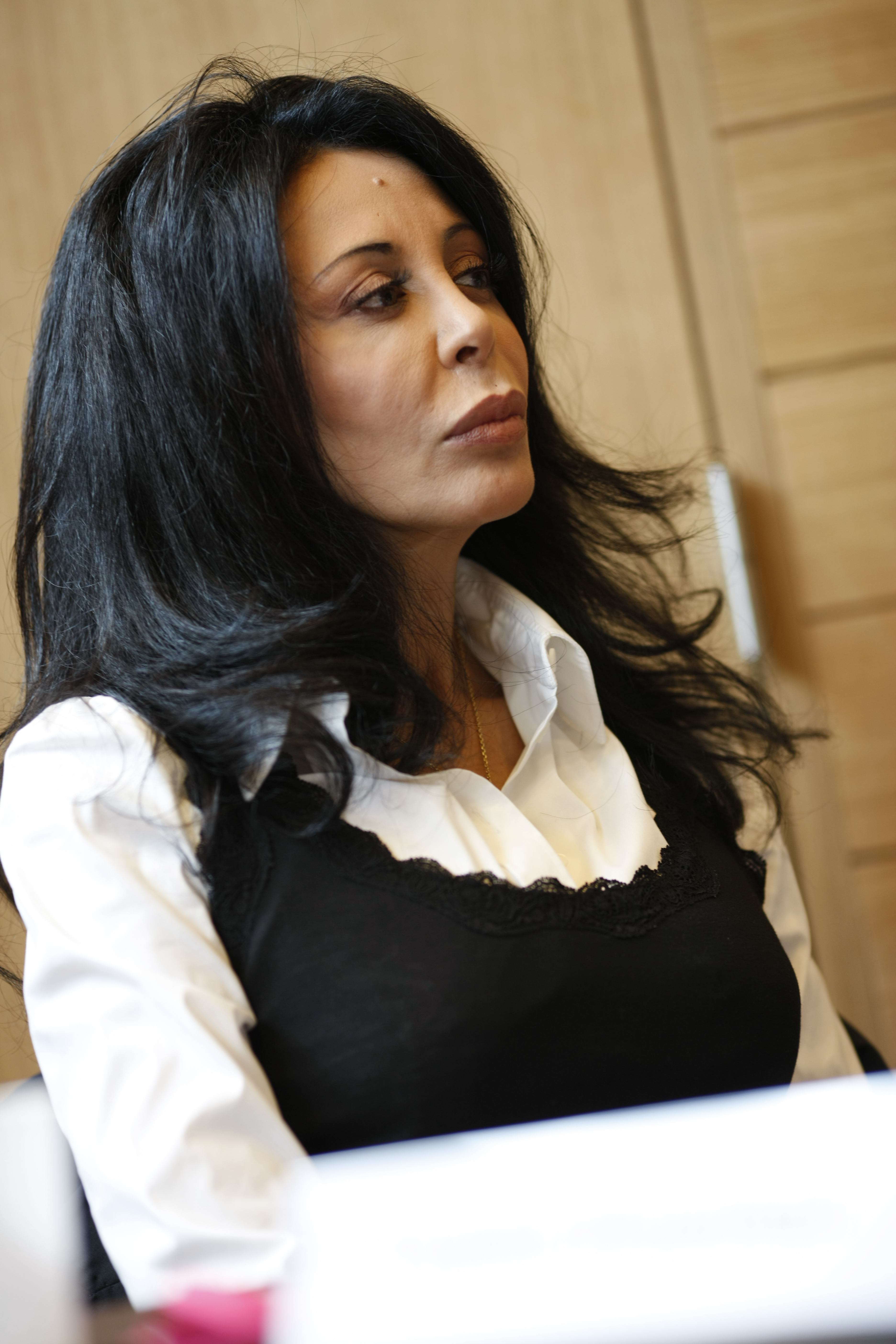
Yamina Benguigui (2009)

Yamina Benguigui (* 9. April 1955 in Lille, Département Nord), geborene Yamina Zora Belaïdi, ist eine französische Filmregisseurin, Drehbuchautorin und Filmproduzentin, die vor allem durch die 2010 mit dem Civis – Europas Medienpreis für Integration ausgezeichnete Fernsehserie Aïcha bekannt wurde. Seit dem 16. Mai 2012 ist die parteilose, sich jedoch zur Politischen Linken zählende Benguigui Beigeordnete Ministerin für Franzosen außerhalb Frankreichs und Frankophonie im Außenministerium im Kabinett von Premierminister Jean-Marc Ayrault.

## Leben

### Herkunft, Regisseurin und Drehbuchautorin
Die aus einer algerischen Einwandererfamilie stammende Yasmina Benguigui absolvierte nach dem Schulbesuch ein Studium an der Universität Lyon II und arbeitete danach als Regieassistentin mit dem Regisseur Jean-Daniel Pollet zusammen.
Gemeinsam mit dem ebenfalls aus einer algerischen Einwandererfamilie stammenden Regisseur Rachid Bouchareb gründete sie Anfang der 1990er Jahre die Filmproduktionsgesellschaft Raya Films und produzierte mit dieser zwischen 1990 und 1991 für den Fernsehsender France 3 die Reihe Rencontres, die sich mit der kulturellen und sozialen Situation von Einwanderern in Frankreich befasste. Anschließend produzierte sie für den Fernsehsender France 2 zahlreiche Dokumentarfilme wie Femmes d'Islam (1994) und La Maison de Kate, un lieu d'espoir (1995).
Nach dem Dokumentarfilm Mémoires d'immigrés, l'héritage maghrébin (1997) über die Situation von Einwanderern aus dem Maghreb und dem Kurzfilm Pimprenelle aus der Fernsehserie Pas d’histoires! (2001) drehte sie 2004 den Film Inschallah – Endlich Sonntag, in dem unter anderen der bekannte Schauspieler Mohamed Fellag eine Nebenrolle spielte. Weitere unter ihrer Regie entstandene Kurzfilme waren Le plafond de verre (2004), Les défricheurs (2006) und 9/3, mémoire d'un territoire (2008). Für einige ihrer Filme verfasste sie darüber hinaus auch das Drehbuch.
Große Bekanntheit erlangte sie durch die für France 2 produzierte Fernsehserie Aïcha, die in den Jahren 2009 bis 2012 entstand, und für die sie 2010 zusammen mit Dominique Lancelot mit dem Civis – Europas Medienpreis für Integration im Bereich Unterhaltung ausgezeichnet wurde.

### Vize-Bürgermeisterin von Paris und Beigeordnete Ministerin
Die Parteilose, jedoch zu den Divers gauche zählende Benguigui unterstützte die letztlich erfolglose Kandidatur von Lionel Jospin bei der Präsidentschaftswahl 2002.
2008 wurde Yamina Benguigui zur Vize-Bürgermeisterin von Paris gewählt und ist als Vertreterin von Bürgermeister Bertrand Delanoë seither für Menschenrechte und den Kampf gegen Diskriminierung zuständig.
Nach der Wahl von François Hollande zum Staatspräsidenten und der Benennung von Jean-Marc Ayrault zum Premierminister wurde sie von diesem am 16. Mai 2012 zur Beigeordneten Ministerin für Franzosen außerhalb Frankreichs und Frankophonie in dessen Kabinett berufen und ist als solche Außenminister Laurent Fabius unterstellt.

## Filmografie (Auswahl)
- 1997: Mémoires d'immigrés, l'héritage maghrébin
- 2001: Inschallah – Endlich Sonntag (Inch’Allah dimanche)
- 2001: Pimprenelle
- 2004: Le plafond de verre
- 2006: Les défricheurs
- 2008: 9/3, mémoire d'un territoire
- 2009–2012: Aïcha